# Gravier Peaks
Die Gravier Peaks (französisch Sommet Gravier) sind markante, vereiste und bis zu 2315 m hohe Berge an der Loubet-Küste des Grahamlands im Norden der Antarktischen Halbinsel. Auf der Arrowsmith-Halbinsel ragen sie 3 km nordöstlich der Lewis Peaks in nordöstlich-südwestlicher Ausrichtung auf.
Teilnehmer der Vierten Französischen Antarktisexpedition (1903–1905) unter der Leitung des Polarforschers Jean-Baptiste Charcot nahmen 1903 eine grobe Kartierung vor. Charcot benannte sie nach dem französischen Zoologen Charles Joseph Gravier (1865–1937), welcher der Kommission zur Veröffentlichung der wissenschaftlichen Ergebnisse der Forschungsreise angehörte. Der Falkland Islands Dependencies Survey kartierte sie 1948 detaillierter.